# Keboansikep
Keboansikep is een bestuurslaag in het regentschap Sidoarjo van de provincie Oost-Java, Indonesië. Keboansikep telt 13.952 inwoners (volkstelling 2010).